# Diocesi di Saint Thomas
La diocesi di Saint Thomas (in latino: Dioecesis Sancti Thomae in Insulis Virgineis) è una sede della Chiesa cattolica negli Stati Uniti d'America suffraganea dell'arcidiocesi di Washington. Nel 2022 contava 32.180 battezzati su 101.000 abitanti. È retta dal vescovo Jerome Feudjio.

## Territorio
La diocesi comprende le Isole Vergini Americane.
Sede vescovile è la città di Charlotte Amalie, nell'isola di Saint Thomas, dove si trova la cattedrale dei Santi Pietro e Paolo (Saints Peter and Paul).
Il territorio si estende su 352 km² ed è suddiviso in 8 parrocchie.
Saint Thomas e Saint John:
- Saints Peter and Paul Cathedral: Charlotte Amalie
- Holy Family Church
- Our Lady of Perpetual Help Church
- Our Lady of Mount Carmel Church

Saint Croix:
- Holy Cross Church
- Saint Patrick Church
- Saint Ann Church
- Saint Joseph Church

## Storia
La prelatura territoriale delle Isole Vergini fu eretta il 30 aprile 1960 con la bolla Cum apostolicus di papa Giovanni XXIII, ricavandone il territorio dalla diocesi di San Juan di Porto Rico, che contestualmente è stata elevata ad arcidiocesi metropolitana.
Originariamente suffraganea della stessa arcidiocesi di San Juan, nel 1965 la prelatura territoriale è entrata a far parte della provincia ecclesiastica dell'arcidiocesi di Washington.
Il 20 aprile 1977 per effetto della bolla Animarum utilitatis di papa Paolo VI è stata elevata a diocesi e ha assunto il nome attuale.

## Cronotassi dei vescovi
Si omettono i periodi di sede vacante non superiori ai 2 anni o non storicamente accertati.
- Edward John Harper, C.SS.R. † (23 luglio 1960 - 16 ottobre 1985 ritirato)
- Sean Patrick O'Malley, O.F.M.Cap. (16 ottobre 1985 succeduto - 16 giugno 1992 nominato vescovo di Fall River)
- Elliot Griffin Thomas † (30 ottobre 1993 - 29 giugno 1999 dimesso)
- George Vance Murry, S.I. † (29 giugno 1999 succeduto - 30 gennaio 2007 nominato vescovo di Youngstown)
- Herbert Armstrong Bevard (7 luglio 2008 - 18 settembre 2020 dimesso)[1]
- Jerome Feudjio, dal 2 marzo 2021

## Statistiche
La diocesi nel 2022 su una popolazione di 101.000 persone contava 32.180 battezzati, corrispondenti al 31,9% del totale.
| anno | popolazione | popolazione | popolazione | presbiteri | presbiteri | presbiteri | presbiteri                | diaconi | religiosi | religiosi | parrocchie |
| anno | battezzati  | totale      | %           | numero     | secolari   | regolari   | battezzati per presbitero | diaconi | uomini    | donne     | parrocchie |
| ---- | ----------- | ----------- | ----------- | ---------- | ---------- | ---------- | ------------------------- | ------- | --------- | --------- | ---------- |
| 1965 | 14.000      | 49.000      | 28,6        | 12         |            | 12         | 1.166                     |         | 12        | 39        | 11         |
| 1970 | 18.928      | 65.750      | 28,8        | 15         | 1          | 14         | 1.261                     |         | 14        | 25        | 5          |
| 1976 | 23.000      | 70.000      | 32,9        | 16         | 1          | 15         | 1.437                     |         | 17        | 26        | 6          |
| 1980 | 27.300      | 100.000     | 27,3        | 14         | 1          | 13         | 1.950                     |         | 15        | 18        | 6          |
| 1990 | 30.000      | 110.000     | 27,3        | 16         | 10         | 6          | 1.875                     | 12      | 7         | 15        | 8          |
| 1999 | 30.000      | ?           | ?           | 15         | 9          | 6          | 2.000                     | 21      | 3         | 14        | 8          |
| 2000 | 30.000      | 101.900     | 29,4        | 18         | 13         | 5          | 1.666                     | 22      | 15        | 19        | 8          |
| 2001 | 30.000      | 101.900     | 29,4        | 14         | 9          | 5          | 2.142                     | 18      | 15        | 17        | 8          |
| 2003 | 32.000      | 106.600     | 30,0        | 17         | 12         | 5          | 1.882                     | 28      | 15        | 17        | 8          |
| 2004 | 30.000      | 108.612     | 27,6        | 17         | 12         | 5          | 1.764                     | 30      | 14        | 18        | 8          |
| 2010 | 30.000      | 108.612     | 27,6        | 15         | 11         | 4          | 2.000                     | 29      | 6         | 24        | 8          |
| 2014 | 36.179      | 106.405     | 34,0        | 12         | 8          | 4          | 3.014                     | 32      | 5         | 20        | 8          |
| 2017 | 35.350      | 106.500     | 33,2        | 14         | 13         | 1          | 2.525                     | 28      | 2         | 15        | 8          |
| 2020 | 32.500      | 102.000     | 31,9        | 14         | 13         | 1          | 2.321                     | 28      | 1         | 17        | 8          |
| 2022 | 32.180      | 101.000     | 31,9        | 83         | 14         | 69         | 387                       | 28      | 69        | 5         | 8          |